# Puškino (Oblast' di Mosca)

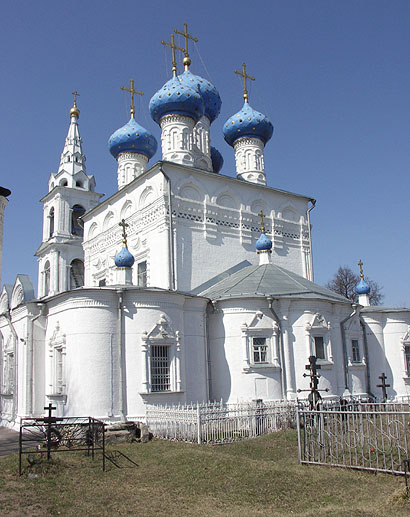
La chiesa di San Nikolaj.

Puškino (anche traslitterato come Pushkino) è una cittadina della Russia europea centrale, nell'oblast' di Mosca; sorge alle propaggini sudoccidentali delle alture di Mosca, lungo il fiume Uča, 31 km ad nordest della capitale. Fino al 2019 era il capoluogo amministrativo del Puškinskij rajon.

## Storia
Il villaggio di Puškino è attestato fin dal 1498; il nome sembrerebbe derivare da quello di tale Grigorij Aleksandrovič Morchinin, detto Puška, boiaro che possedette queste terre; un'altra spiegazione del nome fa riferimento al fiume lungo cui si trova la cittadina (Uča, da cui Po Uče, da cui per successive corruzioni si sarebbe arrivati a Puškino). Lo status di città è del 1925.

## Economia
La base economica della cittadina è oggi prevalentemente industriale (comparto chimico, meccanico, tessile, del mobile).

## Cultura
La città è sede principale della Università statale russa degli studi di turismo e servizi.

## Società

### Evoluzione demografica
Abitanti censiti

## Amministrazione

### Gemellaggi
- Kutná Hora
- Orivesi